# 安德烈·朗厄
安德烈·朗厄（德語：André Lange，1973年6月28日—），德国男子雪车运动员。他曾代表德国参加2002年、2006年和2010年冬季奥林匹克运动会雪车比赛，获得四枚金牌和一枚银牌。